# Havange
 Havange  es una población y comuna francesa, en la región de Lorena, departamento de Mosela, en el distrito de Thionville-Ouest y cantón de Fontoy.

## Demografía
| 439 | 390 | 398 | 351 | 317 | 330 |
| Para los censos de 1962 a 1999 la población legal corresponde a la población sin duplicidades (Fuente: INSEE [Consultar]) |     |     |     |     |     |